# Zegar molekularny
Zegar molekularny – metoda pozwalająca oszacować kolejność i czas oddzielania się różnych linii ewolucyjnych na podstawie liczby mutacji nagromadzonych u poszczególnych współczesnych form. Według hipotezy zegara molekularnego istnieje statystyczna proporcjonalność pomiędzy czasem, który upłynął od ostatniego wspólnego przodka dwóch homologicznych łańcuchów białek, a liczbą aminokwasów różniących się pomiędzy ich sekwencjami.
Zegar molekularny przeważnie kalibruje się, wybierając skamieniałość mającą reprezentować dane wydarzenie ewolucyjne, np. rozejście się linii rozwojowych. Jeśli jest ona młodsza niż wydarzenie, które ma reprezentować, wówczas przewidywane tempo ewolucji molekularnej będzie zbyt niskie, a co za tym idzie, również otrzymany czas dywergencji linii ewolucyjnych będzie niższy niż od rzeczywistego. Aby tego uniknąć, przyjmuje się wiek skamieniałości za granicę minimalną, dzięki czemu jedynym możliwym błędnym pomiarem jest zbyt duży szacowany czas rozejścia się linii ewolucyjnych. Obecnie uważa się, że przy kalibrowaniu zegara molekularnego lepiej jest używać więcej niż jednego punktu odniesienia. Czas dywergencji linii rozwojowych przewidywany na podstawie danych paleontologicznych w niektórych przypadkach znacząco różni się od szacowanego na podstawie danych molekularnych, jednak przeważnie oba pomiary są ze sobą zgodne, zwłaszcza od kiedy techniki wykorzystania zegara molekularnego stały się bardziej zaawansowane.
Koncepcja zegara molekularnego została wprowadzona w 1962 roku przez Emile Zuckerkandla i Linusa Paulinga, którzy spostrzegli, że liczba aminokwasów w hemoglobinie w różnych liniach ewolucyjnych ulegała zmianom. W 1965 roku ukuty przez nich został termin „molekularny zegar ewolucyjny” (ang. molecular evolutionary clock). Hipoteza zegara molekularnego była określana jako „jedno z najistotniejszych odkryć w ewolucji molekularnej” i „jeden z najprostszych i najpotężniejszych pomysłów w dziedzinie ewolucji”.